# Гасторніс
Гасторніс (лат. Gastornis) — рід вимерлих великих нелітаючих  птахів, що існував у пізньому палеоцені й еоцені 56-41 млн років тому. Викопні рештки виявлені в  Європі, в  Північній Америці мешкав подібний птах, віднесений до роду діатрима (лат. Diatryma). Зараз вважається, що діатрима входить до роду Gastornis.

## Опис

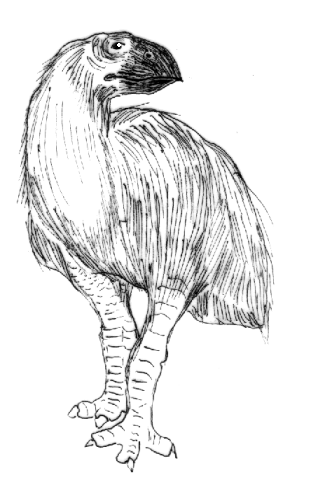

Гасторніси досягали у висоту 1,75 м (діатрима 2 м) і маси 100 кг. У них був великий дзьоб, здатний ламати кістки. Тому палеонтологи раніше часто висували припущення, що ці птахи були хижаками або падальниками. Тим не менш, останні дослідження деяких деталей будови птаха показують, що гасторніс був скоріше пристосований до споживання рослинної їжі. Ймовірно, він використовував свій дзьоб для викопування їстівних коренів. Гасторніси не могли літати, однак могли добре бігати.

## Історія вивчення
Перші викопні рештки гасторніса виявив в 1855 р. Гастон Планте в  Німеччині, пізніше птаха було названо на його честь. У 1876 р.  Едвард Дрінкер Коп виявив в Північній Америці і описав скам'янілості діатрими.

## Види
- † G. parisiensis  Hébert, 1855
- † G. giganteus  (Cope , 1876)
- † G. sarasini  Schaub, 1929
- † G. geiselensis  Fischer, 1978
- † G. russeli  Martin , 1992
- †  G. xichuanensis  (Hou, 1980)

## Синоніми
- Barornis Marsh, 1894
- Diatryma Cope, 1876
- Omorhamphus Sinclair, 1928

## Схожі неспоріднені птиці
- Родина Dromornithidae
  - Рід Genyornis
- Родина Фороракоси (Phorusrhacidae)